# 糞箕湖 (臺南市)
糞箕湖，是臺灣臺南市白河區的一個傳統地域名稱，位於該區中部，並向西南西延伸至中西部。相較於今日行政區，其範圍大致包括河東里、庄內里東部凸出部分的西南側、大林里西北部及東北部邊界地帶的西側、虎山里不含南部邊界地帶中段、汴頭里南部邊界地帶中段、仙草里西北部。
本地區境內主要聚落為糞箕湖、欉仔林、木履藔、仙草埔等，其中糞箕湖、仙草埔兩落設有國民小學。白河水庫大壩位於本地區東北部邊界地帶。

## 歷史
台灣日治初期，糞箕湖地區為一街庄，稱為「糞箕湖庄」（舊制街庄），隸屬於哆囉嘓西堡。該庄昔日西隔白水溪與店仔口街為界，北邊大部分隔白水溪與客庄內庄、埤仔頭庄為界，北邊最東段及東邊隔白水溪與白水溪庄為界，南邊為關仔嶺庄、崁仔頭庄。
1901年（日治明治三十四年）11月11日，全台廢縣廳改設二十廳，該庄隸屬於鹽水港廳。1904年（明治三十七年）4月1日，該庄編入「糞箕湖區」，隸屬於鹽水港廳。1906年（明治三十九年）4月1日，鹽水港廳內管轄區域調整，該庄改隸屬於「店仔口區」。1909年（明治四十二年）10月25日，全台合併二十廳為十二廳，店仔口區改隸屬於嘉義廳。1920年（大正九年）10月1日，全台地方制度大改正，廢十二廳改設五州二廳，該庄改制為「糞箕湖」大字，隸屬於臺南州新營郡白河庄（新制街庄）。1943年10月，白河庄升格為白河街。
戰後白河街改制為白河鎮，隸屬於臺南縣，大字亦改制為里。1950年（民國39年）10月25日，雲、嘉、南分治，白河鎮仍隸屬於臺南縣。2010年（民國99年）12月25日，臺南縣、市合併為直轄臺南市，白河鎮改制為白河區。

## 聚落
本地區發展較早的聚落有糞箕湖、潭底、潭墘、內洲仔、欉仔林、竹林、虎仔墓、木履藔、仙草埔、下廍、西勢尾、匏仔園等，在日治期初期的官方地圖上已有記載。

## 交通
國道3號又稱「福爾摩沙高速公路」，是貫穿臺灣西部的兩條縱向高速公路之一，經過本地區中部略偏西，並在境內市道172號交會處設有白河交流道。由此可快速前往國道3號沿線各地。
市道172號是布袋至澐水的道路，經過本地區匏仔園、虎仔墓、仙草埔等聚落，並與國道3號交會於白河交流道。由該道路西行可前往白河市區、後壁區南部、新營區、鹽水區、嘉義縣義竹鄉、布袋鎮，並止於布袋市區；東行可前往嘉義縣中埔鄉，並止於省道台3線路口。
市道172乙線是仙草埔至坪頂的道路，其西北側端點（起點）在本地區東南部仙草埔聚落的市道172號路口，由此可前往六重溪地區北部邊界地帶，並止於市道175號路口（坪頂聚落北郊）。
區道南93線是竹內至木屐寮的道路，其南側端點（終點）位於本地區東部的市道172號路口，向西北經過木履藔（木屐寮）聚落北郊。
區道南96線是河東至岩前的道路，其西側端點（起點）位於本地區糞箕湖聚落。
區道南97線是河東至南寮的道路，其北側端點（起點）位於本地區糞箕湖聚落。
區道南98線是仙草埔至險潭的道路，其西側端點（起點）位於本地區東部的市道172號路口。
區道南101線是白河至中洲的道路，經過本地區西部的西勢尾聚落。

## 學校
- 河東國小
- 仙草國小

## 水利設施
- 白河水庫（大壩的南半部，水域大部分位於東鄰白水溪地區境內）